# Route nationale 300 (Turquie)
Pour les articles homonymes, voir D300 et Route nationale 300 (homonymie).
La route nationale D.300 est une route nationale  majeure du centre de la Turquie.

## Description
S'étendant d’est en ouest sur 2 004 kilomètres, la D.300, la route part de Çeşme et se dirige vers l'est jusqu'à Kapıköy à la frontière entre l'Iran et la Turquie.
La route relie plusieurs capitales provinciales, dont Izmir, Uşak, Afyon, Konya, Aksaray, Kayseri, Malatya, Elazığ, Muş et Van. 
Avec la D.010, la D.100, la D.300 et la D.400, la D.300 est l'un des grands axes ouest-est de ce pays. 
C'est la deuxième plus longue route nationale de Turquie, après la D.400.
D'Izmir à Afyonkarahisar, elle fait partie de la route européenne 96, entre Afyonkarahisar et Konya de la route européenne 981 et à Tatvan sur un court tronçon de la route européenne 99.

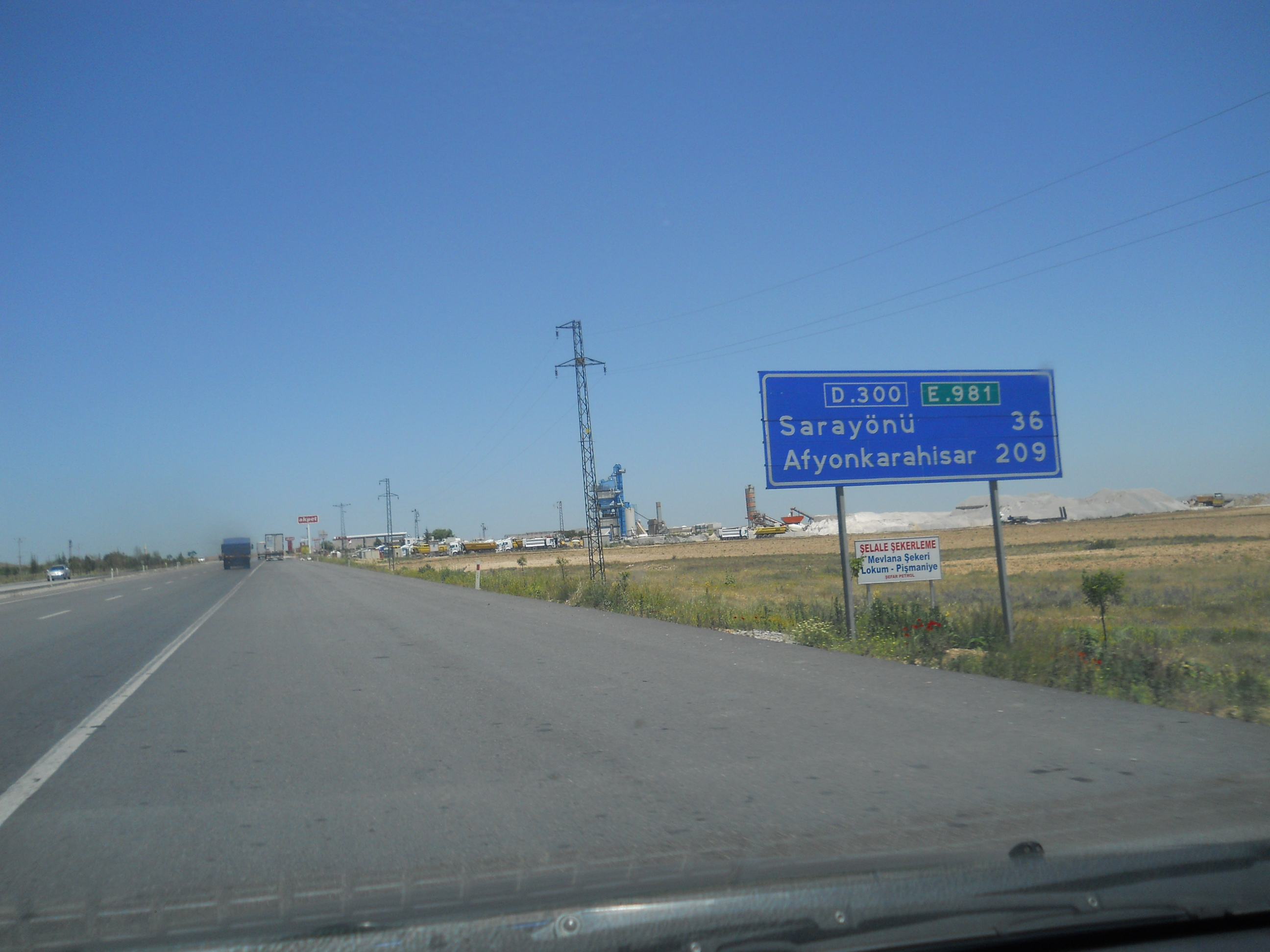
La D.300 à Konya.
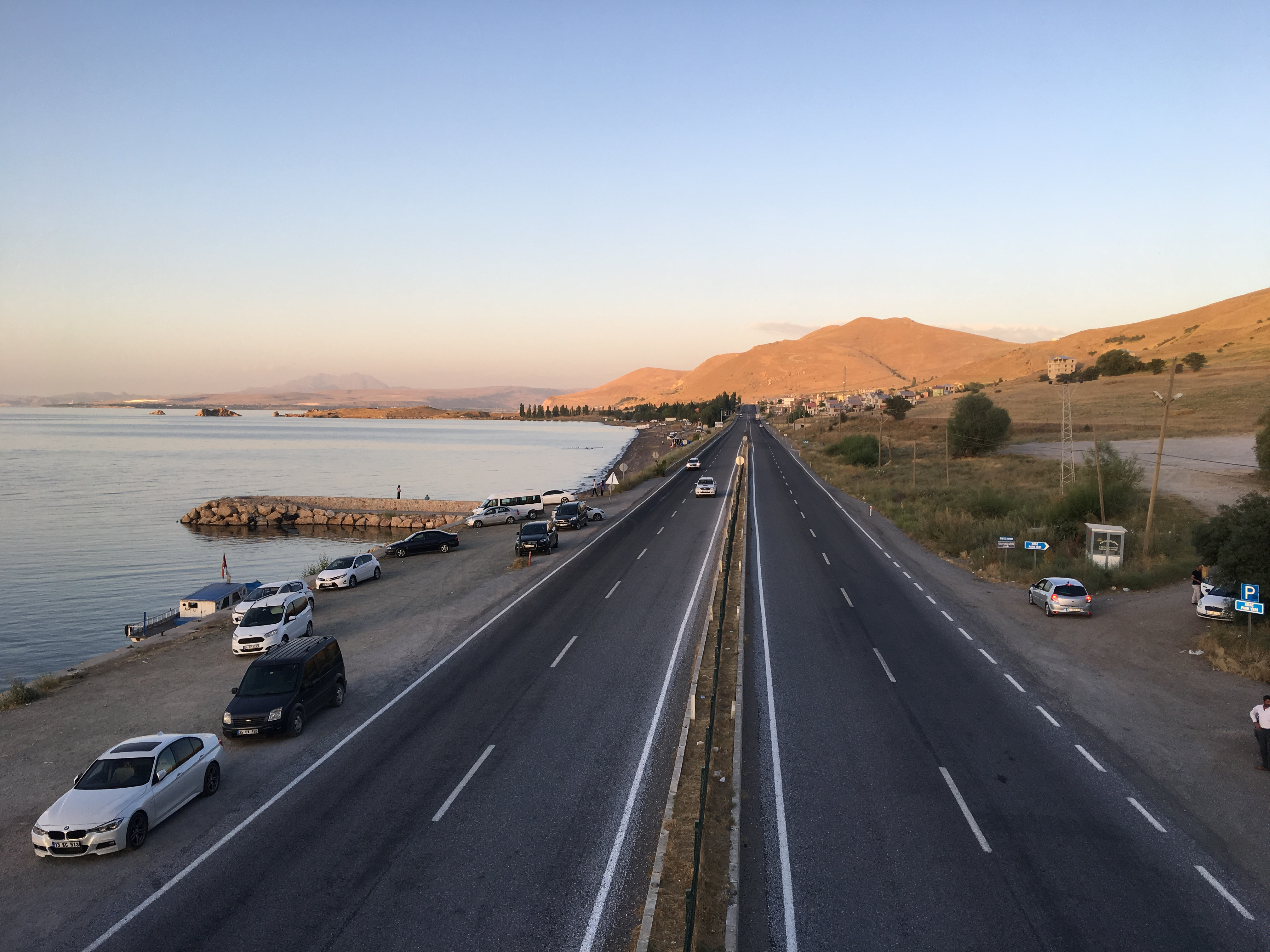
Entre Bitlis et Van.

## Tracé
| Km      | Villes         | Carte interactive |
| ------- | -------------- | ----------------- |
| 0 km    | Çeşme          |                   |
| 90 km   | İzmir          |                   |
| 181 km  | Salihli        |                   |
| 254 km  | Kula           |                   |
| 302 km  | Uşak           |                   |
| 417 km  | Afyonkarahisar |                   |
| 510 km  | Akşehir        |                   |
| 641 km  | Konya          |                   |
| 783 km  | Aksaray        |                   |
| 856 km  | Nevşehir       |                   |
| 967 km  | Kayseri        |                   |
| 1172 km | Gürün          |                   |
| 1321 km | Malatya        |                   |
| 1423 km | Elazığ         |                   |
| 1568 km | Bingöl         |                   |
| 1680 km | Muş            |                   |
| 1761 km | Tatvan         |                   |
| 1903 km | Van            |                   |
| 1964 km | Özalp          |                   |
| 2004 km | Kapıköy        |                   |

## Voir  aussi